# Ilorienito
Ilorienito ist ein Verwaltungsbezirk (Ward) des Distrikts Longido in der tansanischen Region Arusha.

## Geografie
Ilorienito liegt im Norden von Tansania, etwa 80 Kilometer nordwestlich der Regionshauptstadt Arusha. Der Bezirk umfasst den nordwestlichen Teil vom Krater des Kitumbeine. Er grenzt im Norden an Gelai Meirugoi, im Nordosten an Kitumbeine, im Südosten an Elang'atadapash und im Westen an Engaruka und hat eine Fläche von 215 Quadratkilometern. Bei der Volkszählung 2022 lebten hier 6932 Menschen in 1615 Haushalten.

## Gliederung
Der Bezirk besteht aus drei Gemeinden (Mtaa) mit elf Orten (Kitongoji):
| Ilorienito - Imburia - Motoon - Oreteti | Nadaare - Alairataat - Enjoreangata - Ilopon | Losirwa - Kisambi - Osinoni - Olomuki - Loolturot - Lesoit |

## Wirtschaft und Infrastruktur
- Gesundheit: Im Bezirk gibt es zwei staatliche Apotheken, je eine in den Gemeinden Ilorienito[8] und Losirwa.[9]
- Gebäude: Im Jahr 2022 waren alle 1702 der fertiggestellten Gebäude in Ilorienito ohne Stockwerk.[10]